# در عالمی دیگر
« در عالمی دیگر» تک‌آهنگی از هنرمند اهل کانادا سلین دیون است که در ۳۰ اوت ۱۹۹۹ منتشر شد.